# Hay amores que matan (canción de Jaguares)
Hay amores que matan es una canción del grupo mexicano Jaguares. Fue lanzada en 2005, como primer sencillo del disco Crónicas de un laberinto. Esta canción se le acredita a Saúl Hernández como principal compositor.
La canción generó una gran controversia entre algunos fanáticos de la banda, debido al sonido influenciado por la música latina popular, alejado del rock.
El sencillo llegó al lugar número 3 en las listas de popularidad en México y Chile, 2 en Costa Rica y 10 en Estados Unidos.